# Ilmatar

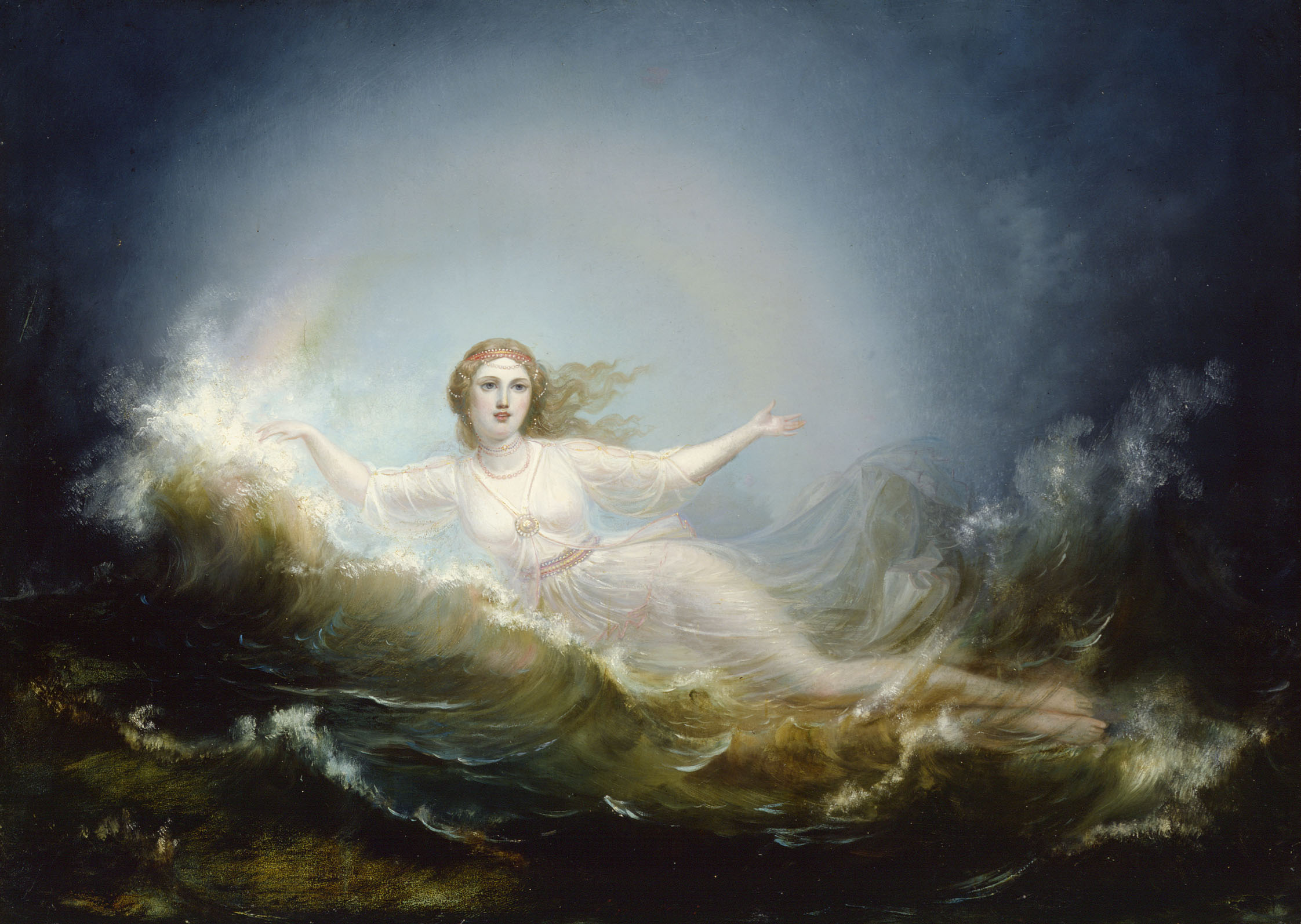
Ilmatar in einer Darstellung von Robert Wilhelm Ekman (1860)

Ilmatar (von finnisch ilma ‚Luft‘; auch Luonnotar von finnisch luonto ‚Natur‘) ist in der der finnischen Mythologie die Urmutter – ein jungfräulicher weiblicher Geist der Lüfte, der die Welt erschuf.
Ilmatar sehnte sich nach einem Sohn. Doch da sie auf der Welt allein war, konnte sich ihr Wunsch nicht erfüllen. Aber eines Tages, als ihre Sehnsucht nach einem Sohn so groß wurde, dass sie zusammenbrach, wurde sie mit Väinämöinen schwanger, dem Kind des Windes. Als das Kind nach 700 Jahren noch nicht auf der Welt war, gab Ilmatar die Hoffnung auf, es jemals zu sehen, und begab sich ins Urmeer, wo sie zur Wassermutter wurde.
Dort sah sie einen Entenvogel, der nach einem Brutplatz suchte. Da es noch kein Land gab, war Ilmatar so gütig und hob ihr Knie, auf dem sich der Vogel niederließ und sieben Eier legte; eins davon war aus Eisen. Doch Ilmatar wurde während des Brütens ungeduldig, sodass die Eier von ihrem Knie fielen und zerbrachen. Aus den Teilen der Eier entstanden der Himmel und die Erde. Das Eigelb bildete Päivätar, die Sonne, aus dem Eiweiß wurde Kuu, der Mond, und kleine Stücke der Eierschale bildeten die Sterne. Aus dem schwarzen Dotter des Eiseneis wurde eine Gewitterwolke.
Dann, nach 730 Jahren der Schwangerschaft, gebar Ilmatar ihren von Anfang an uralten Sohn Väinämöinen, den Sänger, der das Leben auf der Erde erschuf.

## Sonstiges
Ilmatar ist auch der Name eines Asteroiden im Asteroidenhauptgürtel, (385) Ilmatar, ferner ein finnischer weiblicher Vorname. 
Zwei finnische Passagierschiffe trugen ebenfalls diesen Namen: SS Ilmatar (1929) und MS Ilmatar (1964).
Jean Sibelius komponierte 1913 das Tongedicht Luonnotar für Sopran und Orchester.